# Bettino Cassinelli
Bettino Cassinelli oder Bétin Cassinel († 18. Oktober 1312 in Paris) war ein italienischer Migrant, der – aus Lucca stammend – in Paris in höchste Kreise aufstieg und der Stammvater einer bedeutenden Dynastie wurde.
1287 hatte er sich bereits in Frankreich niedergelassen (und Bétin Cassinel genannt), und arbeitete als Geldwechsler in Paris. In diesem Jahr wurde er zum königlichen Maître des monnaies ernannt. Im Jahr 1300 bekam er den Titel des Panetier du roi und war damit für die Versorgung des Hofes mit Brot zuständig. Im Jahr 1308 wurde er geadelt.

## Familie und Nachkommen
Er heiratete Jeanne Garnier, Tochter eines Pariser Anwalts, und ihre Nachkommen konnten sich an der Spitze der französischen Hierarchie etablieren; unter ihren Urenkeln waren:
- Guillaume Cassinel, Herr von Romainville und Pomponne
- Ferry Cassinel, Erzbischof von Reims
- Jean Cassinel, Ritter im Orden der Hospitaliter
- Biette Cassinel, die Ehefrau von Gérard de Montaigu und Geliebte Karls V.

Bettino Cassinelli wurde in der Abtei Lagny beerdigt. Sein Grabstein ist noch vorhanden.
Zu den Nachfahren von Cassinelli gehören über seine Urenkelin Biette Cassinel und deren Sohn Jean de Montaigu
- Winston Churchill (1874–1965)
- Manuel II. (1889–1932), letzter König von Portugal
- Umberto II (1904–1983), letzter König von Italien
- Juan Carlos I. (* 1938), König von Spanien
- Albert II., König der Belgier (* 1934)
- Diana, Princess of Wales (1961–1997) und durch sie
- Prinz William of Wales (* 1982), der zukünftige König von Großbritannien